# Black Rose: A Rock Legend
Black Rose: A Rock Legend je deváté studiové album irské rockové skupiny Thin Lizzy. Vydáno bylo v dubnu roku 1979 společností Vertigo Records a spolu se členy kapely jej produkoval Tony Visconti. Umístilo se na druhé příčce britské hitparády. Jde o jediné kompletní album kapely, které s ní nahrál kytarista Gary Moore.

## Seznam skladeb
1. Do Anything You Want To – 3:53
2. Toughest Street in Town – 4:01
3. S & M – 4:05
4. Waiting for an Alibi – 3:30
5. Sarah – 3:33
6. Got to Give It Up – 4:24
7. Get Out of Here – 3:37
8. With Love – 4:38
9. Róisín Dubh (Black Rose): A Rock Legend (Shenandoah / Will You Go Lassie Go / Danny Boy / The Mason's Apron) – 7:06

## Obsazení
Thin Lizzy
- Phil Lynott – zpěv, baskytara, dvanáctistrunná kytara
- Scott Gorham – kytara, doprovodné vokály
- Gary Moore – kytara, doprovodné vokály
- Brian Downey – bicí, perkuse

Ostatní hudebníci
- Jimmy Bain – baskytara
- Huey Lewis – harmonika
- Mark Nauseef – bicí